# John Beal
John Beal, pseudonimo di James Alexander Bliedung (Joplin, 13 agosto 1909 – Santa Cruz, 26 aprile 1997), è stato un attore statunitense.

## Biografia
John Beal frequentò la Wharton School dell'Università della Pennsylvania e iniziò a disegnare vignette per la rivista umoristica della scuola. Subito dopo la laurea al college nel 1930, iniziò a recitare con l'Hedgerow Theatre a Rose Valley. Trasferitosi a New York per studiare all'Art Students League, ebbe un'opportunità di fare da sostituto in una commedia teatrale e durante gli anni trenta apparve in numerosi lavori sulle scene di Broadway, tra cui No More Frontier (1931), Wild Waves (1932) e Another Language (1933).
Esordì sul grande schermo nel film Another Language (1933), in cui ripropose il suo ruolo teatrale. Apparve al fianco di Katharine Hepburn nei film della RKO Amore tzigano (1934) e Quando si ama (1935), e interpretò il ruolo di Marius Pontmercy, uno studente rivoluzionario, ne Il sergente di ferro (1935), tratto dal romanzo I miserabili di Victor Hugo. Durante gli anni trenta recitò in alcune commedie fra cui Sposiamoci in quattro (1937), al fianco di William Powell e Myrna Loy, e Il fantasma di mezzanotte (1939), accanto a Bob Hope e Paulette Goddard, e nel dramma poliziesco Il vendicatore (1938), con Edward G. Robinson.
Durante il periodo della seconda guerra mondiale fu impegnato nei servizi speciali di intrattenimento per le truppe e nella First Motion Picture Unit, unità di produzione delle Forze Armate, come attore e regista di documentazione filmica e di addestramento dell'Aeronautica Militare degli Stati Uniti. Apparve anche nella pellicola bellica La bandiera sventola ancora (1943), con Errol Flynn e Ann Sheridan. Nella seconda metà del decennio recitò nel dramma La colpa della signora Hunt (1949) e nel poliziesco Ultimatum a Chicago (1949).
Negli anni cinquanta Beal iniziò anche ad apparire in vari programmi televisivi. Fu il conduttore di Freedom Rings, un game show sulla CBS, e recitò in serie antologiche come The United States Steel Hour e General Electric Theater. Interpretò il ruolo principale dell'ingegnere minerario Philip Deidesheimer in un episodio del 1959 della serie Bonanza, e del dottor Henden nel medical drama The Nurses (1962-1964). Sul grande schermo apparve nel dramma carcerario I miei sei forzati (1952), nel ruolo di uno psicologo penitenziario, nella commedia gialla La porta del mistero (1953) come antagonista di Van Johnson e June Allyson, e nel dramma L'urlo e la furia (1958), basato sul romanzo L'urlo e il furore di William Faulkner.
Nel periodo 1970-1971 interpretò il ruolo del giudice Vail nella soap opera Dark Shadows, e nel 1976 quello di Charles Adams II nella serie drammatica The Adams Chronicles. Continuò a recitare fino agli anni novanta, sia sul piccolo schermo sia sui palcoscenici di Broadway, dove fu impegnato in rappresentazioni quali Il crogiuolo (1991-1992) e Il gabbiano (1992-1993).  Le sue ultime apparizioni cinematografiche di rilievo furono nel film horror Amityville 3D (1983) di Richard Fleischer e nel thriller Il socio (1993) di Sydney Pollack.
Beal morì nel 1997, all'età di 87 anni, a Santa Cruz, in California, due anni dopo aver subito un ictus. Dal matrimonio con l'attrice Helen Craig, sposata nel 1934 e morta nel 1986, ebbe due figlie, Theodora Emily e Tandy Johanna.

## Filmografia parziale

### Cinema
- Another Language, regia di Edward H. Griffith (1933)
- Amore tzigano (The Little Minister), regia di Richard Wallace (1934)
- Laddie, regia di George Stevens (1935)
- Il sergente di ferro (Les Misérables), regia di Richard Boleslawski (1935)
- Quando si ama (Break of Hearts), regia di Philip Moeller (1935)
- Madame X, regia di Sam Wood (1937)
- Sposiamoci in quattro (Double Wedding), regia di Richard Thorpe (1937)
- La via del possesso (Beg, Borrow or Steal), regia di Wilhelm Thiele (1937)
- Il vendicatore (I Am the Law), regia di Alexander Hall (1938)
- Il fantasma di mezzanotte (The Cat and the Canary), regia di Elliott Nugent (1939)
- La bandiera sventola ancora (Edge of Darkness), regia di Lewis Milestone (1943)
- Cercate quell'uomo (Key Witness), regia di D. Ross Lederman (1947)
- La colpa della signora Hunt (Song of Surrender), regia di Mitchell Leisen (1949)
- Ultimatum a Chicago (Chicago Deadline), regia di Lewis Allen (1949)
- I miei sei forzati (My Six Convicts), regia di Hugo Fregonese (1952)
- La porta del mistero (Remains to Be Seen), regia di Don Weis (1953)
- L'urlo e la furia (The Sound and the Fury), regia di Martin Ritt (1959)
- Dieci uomini coraggiosi (Ten Who Dared), regia di William Beaudine (1960)
- Amityville 3D, regia di Richard Fleischer (1983)
- Il socio (The Firm), regia di Sydney Pollack (1993)

### Televisione
- Lights Out – serie TV, episodi 3x12-3x33 (1950-1951)
- The Philip Morris Playhouse – serie TV, episodi 1x14-1x23 (1953-1954)
- General Electric Theater – serie TV, episodio 2x22 (1954)
- Studio One – serie TV, 3 episodi (1954-1957)
- Bonanza – serie TV, episodio 1x08 (1959)
- The Alaskans – serie TV, episodio 1x27 (1960)
- The United States Steel Hour - serie TV, 4 episodi (1957-1963)
- The Nurses – serie TV, 4 episodi (1962-1964)
- The Lieutenant – serie TV, episodio 1x16 (1964)
- Assistente sociale (East Side/West Side) – serie TV, episodio 1x15 (1964)
- Dark Shadows – soap opera, 9 puntate (1970-1971)
- Kojak – serie TV, episodio 1x19 (1974)
- The Adams Chronicles – miniserie TV, 3 puntate (1976)
- Le strade di San Francisco (The Streets of San Francisco) – serie TV, episodio 5x06 (1976)
- Barnaby Jones – serie TV, episodio 6x12 (1977)

## Doppiatori italiani
- Stefano Mondini ne Il socio
- Romano Malaspina in Dieci uomini coraggiosi (doppiaggio tardivo)